# Wohyń (gmina)
Pour les articles homonymes, voir Wohyń.
Wohyń est une gmina rurale (gmina wiejska) du powiat de Radzyń Podlaski, dans la Voïvodie de Lublin, dans l'est de la Pologne.
Son siège administratif (chef-lieu) est le village de Wohyń, qui se situe environ 12 kilomètres (km) à l'est de Radzyń Podlaski (siège du powiat) et 58 kilomètres au nord de la capitale régionale Lublin (capitale de la voïvodie).
La gmina couvre une superficie de 178,17 km2 pour une population de 7 221 habitants en 2006.

## Histoire
De 1975 à 1998, le village est attaché administrativement à l'ancienne voïvodie de Lublin.

Depuis 1999, il fait partie de la nouvelle voïvodie de Lublin.

## Géographie
La gmina inclut les villages (sołectwa) de:

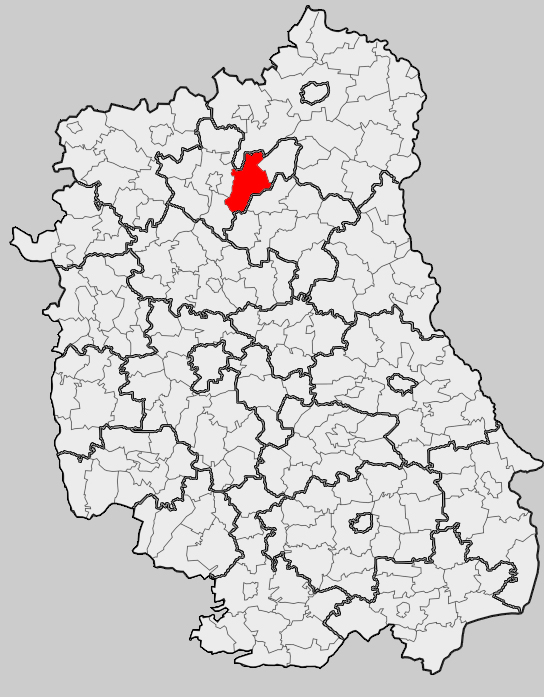
Position de la gmina dans la voïvodie

- Bezwola
- Bojanówka
- Branica Suchowolska
- Kuraszew
- Lisiowólka
- Ossowa
- Ostrówki
- Planta
- Suchowola
- Świerże
- Wohyń
- Wólka Zdunkówka
- Zbulitów Mały

### Gminy voisines
La gmina de Wohyń est voisine des gminy de :
- Czemierniki
- Drelów
- Komarówka Podlaska
- Milanów
- Radzyń Podlaski
- Siemień

## Structure du terrain
D'après les données de 2002, la superficie de la commune de Wohyń est de 178,17 kilomètres carrés, répartis comme telle :
- terres agricoles : 73%
- forêts : 19%

La commune représente 18,46% de la superficie du powiat.

## Démographie
Données du 30 juin 2004 :
| Description        | Total  | Total | Femmes | Femmes | Hommes | Hommes |
| ------------------ | ------ | ----- | ------ | ------ | ------ | ------ |
| Unité              | Nombre | %     | Nombre | %      | Nombre | %      |
| Population         | 7 335  | 100   | 3 652  | 49,8   | 3 683  | 50,2   |
| Densité (hab./km²) | 41,2   | 41,2  | 20,5   | 20,5   | 20,7   | 20,7   |